# Lego DC Comics Super Heroes - La Ligue des justiciers : L'Attaque de la Légion maudite
Pour plus de détails, voir Fiche technique et Distribution.
Lego DC Comics Super Heroes - La Ligue des justiciers : L'Attaque de la Légion maudite (Lego DC Comics Super Heroes - Justice League: Attack of the Legion of Doom) est un vidéofilm d'animation réalisé par Rick Morales et sorti en 2015.
Ce quatrième film basé sur les licences Lego et DC Comics fait suite à Lego Batman, le film : Unité des super héros (2013) , Lego DC Comics: Batman Be-Leaguered (2014)  et Lego DC Comics Super Heroes : La Ligue des justiciers contre la Ligue des Bizarro (2015) .

## Synopsis
Le crime se fait rare depuis que la récente Ligue des justiciers veille sur Metropolis. Cela rend le génie du crime Lex Luthor très en colère. Avec Black Manta, Sinestro et une bande de recrues sans pitié, Lex crée sa propre ligue et l'appelle la « Légion maudite ».

## Distribution

### Voix originales
- Dee Bradley Baker : Martian Manhunter, Man-Bat
- Troy Baker : Batman
- John DiMaggio : Lex Luthor, le Joker
- Grey Griffin : Wonder Woman, Lois Lane
- Mark Hamill : Trickster, Sinestro
- Tom Kenny : le Pingouin
- Nolan North : Superman
- Josh Keaton : Green Lantern
- Khary Payton : Cyborg
- Kevin Michael Richardson : Captain Cold, Gorilla Grodd, Black Manta
- Cree Summer : Cheetah
- James Arnold Taylor : Flash, général Sam Lane
- Tony Todd : Darkseid

### Voix françaises
- Philippe Peythieu : Martian Manhunter, le Pingouin
- Adrien Antoine : Batman
- Paul Borne : Lex Luthor
- Xavier Fagnon : Joker
- Emmanuel Jacomy : Superman
- Michel Vigné : Captain Cold

## Production
Certains comédiens ayant déjà travaillé avec DC Comics reprennent ici leur rôle respectif. Parmi eux, Mark Hamill qui interprète le Trickster, Nolan North qui interprète Superman, Khary Payton qui interprète Cyborg, John DiMaggio qui interprète le Joker, Josh Keaton qui interprète Green Lantern, Kevin Michael Richardson qui interprète Black Manta, Grey Griffin qui interprète Lois Lane et Tom Kenny qui interprète le Pingouin.